# Abney Crossroads
Abney Crossroads est une census-designated place située dans le comté de Kershaw, dans l’État de Caroline du Sud, aux États-Unis. Lors du recensement de 2020, elle comptait 101 habitants.